# Seajacks Scylla
Seajacks Scylla — судно для встановлення вітрових турбін, споруджене на замовлення британської групи Seajack.

## Характеристики
Замовлення на судно виконала у 2015 році верф компанії Samsung Heavy Industries (Південна Корея). За своїм архітектурно-конструктивним типом воно відноситься до самопідіймальних (jack-up) та має чотири опори довжиною по 105 метрів, що дозволяє оперувати в районах з глибинами моря до 65 метрів.
Для виконання основних завдань Seajacks Scylla обладнане краном вантажопідйомністю 1500 тонн. Його робоча палуба має площу 4600 м2 та розрахована на розміщення до 8000 тонн вантажу з максимальним навантаженням 10 тонн/м2.
Пересування до місця виконання робіт здійснюється самостійно із максимальною швидкістю до 12 вузлів, а точність встановлення забезпечується системою динамічного позиціювання DP2.
На борту наявні каюти для 130 осіб. Доставка персоналу та вантажів може здійснюватися з використанням гелікоптерного майданчика судна, який має діаметр 22,2 метри та розрахований на прийом машин вагою типів Sikorsky S92/S61N або еквівалентних.

## Завдання судна
Весною 2016 року Seajacks Scylla розпочало роботи зі спорудження фундаментів на німецькій ВЕС Фея-Мате в Північному морі у сотні кілометрів на північний захід від острова Боркум. На момент будівництва використані тут монопалі були найбільшими в історії офшорної вітроенергетики — при довжині до 85 метрів та діаметрі 7,8 метра вони важили від 1230 до 1300 тон. Доставку конструкцій судно здійснювало самостійно з бази в порту Емсгафен (нідерландська провінція Гронінген), приймаючи на борт по три монопалі за рейс.
Ще одним завданням для Seajacks Scylla стане монтаж вітрових турбін на третій черзі ВЕС Уолні (Ірландське море біля узбережжя Камбрії). У серпні 2017 року воно отримало перші компоненти турбін в Белфасті.